# HiCAD
HiCAD ist ein durchgängiges 2D-/3D-CAD-System des Herstellers ISD Software und Systeme GmbH. HiCAD basiert auf dem Software-Kern ESM (European Solid Modeller), einer Eigenentwicklung des Unternehmens.

## Aufbau und Hintergrund
Die Software ist modular aufgebaut. So sind unter anderem verschiedene Branchenlösungen verfügbar: Maschinenbau, Stahlbau, Metall-/Glas-/Fassadenbau, Anlagenbau und Blechbearbeitung. Alle Branchenfunktionen sind in die Oberfläche integriert und müssen nicht als Zusatzapplikationen gestartet werden. Da alle HiCAD-Module mit den gleichen Datenstrukturen arbeiten, lassen sich mit dieser Hybrid-Technologie komplexe, branchenübergreifende Projekte realisieren.
HiCAD ist ein durchgängiges System, das sowohl die 2D-Konstruktion als auch die 3D-Modellierung unterstützt. Die Konstruktionsmethode kann außerdem frei gewählt werden zwischen der parametrischen und der freien bzw. direkten Konstruktion.
Die aktuelle Version ist HiCAD 2024. Zu den Neuerungen zählen deutlich verbesserte Skizzenfunktionalität – unverzichtbar bei der Erzeugung und Modellierung von 3D-Modellen, der Einbau von Vernietungen, die Erweiterungen bei der Simulation, Schweißsymbole nach DIN EN ISO 2553, Prüfung der Spiegelsymmetrie beim Wiederholen von 3D-Modellen, das neue Ankanten von Skizzen in der Blechbearbeitung, der neue Treppenkonfigurator auf Basis von Designvarianten im Stahlbau, der Prüfstatus für die Stahlbau Verwaltung + BIM (Zeichnungsverwaltung), der automatische Einbau von Flanschverschraubungen im Anlagenbau und vieles mehr.
Es werden unter anderem die Schnittstellen STEP, IGES, CATIA, Parasolid, Acis, DWG, DXF, ISF, DSTV, SDNF, IFC und andere unterstützt.

## Einsatzgebiete
Einsatzgebiete der Software sind unter anderem folgende:
- Sondermaschinenbau
- Stahlbau
- Fassadenbau
- Metallbau
- Fahrzeugbau
- Blechbearbeitung
- Anlagenbau
- Rohrleitungsbau
- Gewächshausbau
- PDM/PLM
- ERP-Kopplung

## Ergänzungen
- Designvariantentechnik
- API (Application Programmers Interface) auf Basis der .Net-Technologie
- Tools zur Automatisierung von wiederkehrenden Aufgaben, zur Simulation, zur fotorealistischen Darstellung